# Colpoptera elongata
Colpoptera elongata är en insektsart som beskrevs av Caldwell 1945. Colpoptera elongata ingår i släktet Colpoptera och familjen sköldstritar. Inga underarter finns listade i Catalogue of Life.